# Поромшор
Поромшор — деревня в Прилузском районе республики Коми в составе сельского поселения Летка.

## География
Находится на расстоянии примерно 73 километра на юг от центра района села Объячево.

## История
Известна с 1930 года как деревня с 22 хозяйствами и 98 жителями .

## Население
Постоянное население  составляло 30 человек (коми 90%) в 2002 году, 17 в 2010 .